# Colobothea fasciata
Colobothea fasciata là một loài bọ cánh cứng trong họ Cerambycidae.